# Domostroj
Domostroj (orig. Домостро́й) je ruská literární památka ze 16. století, která ve své nejznámější podobě patří arciknězi Silvestrovi.

## Obsah díla
Domostroj se skládá z úryvků vzatých ze sapienciálních knih Starého zákona, ze spisů  církevních Otců (hlavně Jana Zlatoústého), ze životopisů svatých a z dřívějších ruských spisů (mezi jinými Vladimíra Monomacha). Některé části asi pocházejí z velké Novgorodské republiky a líčí ideální život jednoho velkého novgorodského bojara z konce XV. století. Domostroj je rozdělen do tří částí: v první vymezen vztah k církvi a státu, ve druhé rodinné vztahy, ve třetí vedení domácího hospodářství.